# Gare d'Homécourt
La gare d'Homécourt, anciennement Jœuf - Homécourt, est une gare ferroviaire française de la ligne de Saint-Hilaire-au-Temple à Hagondange, située sur le territoire de la commune d'Homécourt, dans le département de Meurthe-et-Moselle en région Grand Est.
C'est une halte voyageurs de la Société nationale des chemins de fer français (SNCF) desservie par des trains TER Grand Est.
L'ancien bâtiment de la gare, construit en 1905, serait le dernier encore existant du type gare de Crécy-la-Chapelle, reproduit pour de nombreuses gares du réseau Est au début du siècle.

## Situation ferroviaire
Établie à 194 m d'altitude, la gare d'Homécourt est située au point kilométrique (PK) 329,519 de la ligne de Saint-Hilaire-au-Temple à Hagondange, entre les gares d'Auboué et de Jœuf.

## Histoire
Deux gares se sont succédé à Homécourt. La première est mise en service en 1883, lors de la construction de la ligne de Valleroy - Moineville à Jœuf, un embranchement de la ligne de la vallée de l'Orne qui est inauguré le 20 juillet 1882. Elle est remplacée en 1901-1902 par la nouvelle gare, construite à quelque distance de la première.

### La gare de 1883
Au lendemain de la Guerre franco-allemande de 1870, le désastreux traité de Francfort fait  passer les usines principales de la famille de Wendel (l'usine de Hayange, celle de Moyeuvre et celle de Stiring-Wendel) dans l'Empire allemand. Les de Wendel décident alors la construction de l'usine sidérurgique de Jœuf, en France, mais au plus près de la frontière. Ils peuvent ainsi se maintenir sur le marché français où ils étaient très présents avant la guerre, notamment sur la fourniture de rails.
Mais l'usine de Jœuf alimentée en minerai par un chemin de fer privé transfrontalier. Pour d'évidentes raisons militaires, les autorités allemandes interdisent de la connecter au réseau français. Une gare indépendante est alors créée par la Compagnie des chemins de fer de l'Est, en prolongement du réseau français, afin d'assurer l'expédition des produits sidérurgiques vers la France. Elle est achevée en 1883 : c'est la première gare d'Homécourt-Jœuf. En 1885, les de Wendel essaient tout de même de construire discrètement une voie étroite sur la route entre leur usine et la gare. Cette initiative suscitera une vive réaction des autorités allemandes : la liaison ne fonctionnera qu'une seule journée.

### La gare de 1902
La nouvelle gare est construite sur les plans de Paul-Adrien Gouny, architecte en chef de la Compagnie des chemins de fer de l'Est, sur un modèle type dit « gare de Crécy-la-Chapelle », comme des dizaines d'autres du réseau Est, permettant une construction rapide, une utilisation fonctionnelle et un éventuel agrandissement si besoin. Asymétrique, la gare est occupée à l'une de ses extrémités par un pavillon a deux étages, dont un mansardé, qui abrite les salles d'attente au rez-de-chaussée et le logement du chef de gare au premier. Ce pavillon est prolongé par une aile de plain-pied, qui fut par la suite prolongée.
Le transport des marchandises de l'usine de Jœuf à la gare de Homécourt-Jœuf se fait par chevaux. La route est rapidement ruinée par l'intense trafic (1 500 tonnes transportées certains jours !). En 1892-1893, l'usine reconstruit cette route à ses frais. Finalement, un tunnel est percé sous la côte de Montois-la-Montagne, et la gare de Jœuf, qui n'est plus qu'à 250 m de l'usine, remplace la gare de Jœuf - Homécourt. Celle-ci est alors renommée plus simplement en gare d'Homécourt.
Depuis la démolition de la gare de Briey en 1995, la gare d'Homécourt serait la seule restante du type Crécy-la-Chapelle.

## Fréquentation
De 2015 à 2024, selon les estimations de la SNCF, la fréquentation annuelle de la gare s'élève aux nombres indiqués dans le tableau ci-dessous.
| Année     | 2015   | 2016   | 2017   | 2018   | 2019   | 2020   | 2021   | 2022   | 2023   | 2024   |
| --------- | ------ | ------ | ------ | ------ | ------ | ------ | ------ | ------ | ------ | ------ |
| Voyageurs | 28 983 | 32 861 | 31 140 | 25 483 | 30 182 | 16 708 | 22 922 | 29 272 | 36 090 | 42 915 |

## Service des voyageurs

### Accueil
Halte ferroviaire SNCF, c'est un point d'arrêt non géré (PANG) à accès libre.

### Desserte
Homécourt est desservie par les trains TER Grand Est qui effectuent des missions entre les gares de Verdun, ou de Conflans - Jarny et de Hagondange, ou de Metz-Ville.

### Intermodalité
Le stationnement des véhicules est possible à proximité de l'ancien bâtiment voyageurs.